# Штоурачова, Юдита
Юдита Штоурачова (чеш. Judita Štouračová; Пустой шаблон {{ВД-Преамбула}} ) — чешская экономистка, посол Чешской Республики в Белграде, а также ректор частного университета.

## Биография
Окончила экономический университет, работала в сфере внешней торговли, а также в педагогической, научной и издательской областях. Работала директором департамента в Институте внешних экономических связей МИД.
Она занималась экономической дипломатией. Написала книгу «Экономическая дипломатия Чешской Республики» (2008). Рецензенты считают этот текст первым исчерпывающим изложением этой проблемы. В книге, среди прочего, объясняется роль ключевых государственных институтов, таких как Министерство иностранных дел и Министерство промышленности и торговли, а также излагаются требования бизнес-сектора к взаимоотношениям государства и субъектов предпринимательства. В сфере бизнеса указывается большой дипломатский потенциал малых и средних предприятий.
У Юдиты возникла идея основать агентство поддержки внешней торговли, а после создания CzechTrade в 1997 году она была его первым генеральным директором до 2000 года.
С 2000 по 2004 года была послом в Белграде. По окончании службы она получила высокую награду — Орден Югославской звезды.
Являлась заместителем декана бывшего факультета бизнеса Пражского университета экономики.
После окончания дипломатической карьеры, с 2005 по 2016 год, она занимала должность ректора частного Пражского университета международных и общественных отношений. Впоследствии ей было присвоено звание почётного ректора.

## Заслуги
Награждена орденом Югославской Звезды.
В 2007 году Южно-Моравский край наградил ее премией Франтишека Заха за поддержку чешско-сербских отношений.
В 2016 году получила медаль «За заслуги» от президента Милоша Земана.